# Никульский сельский округ
Никульский сельский округ — упразднённая административно-территориальная единица, существовавшая на территории Коломенского района Московской области в 1994—2006 годах.
Никульский сельсовет был образован в первые годы советской власти. По данным 1922 года он входил в состав Сандыревской волости Коломенского уезда Московской губернии.
В 1926 году Никульский с/с включал 1 населённый пункт — село Никульское.
В 1929 году Никульский с/с был отнесён к Коломенскому району Коломенского округа Московской области. При этом к нему был присоединён Молитвинский с/с.
12 апреля 1952 года из Никульского с/с в Лысцевский было передано селение Молитвино, а в Шеметовский с/с — селение Речки.
14 июня 1954 года к Никульскому с/с были присоединены Северский и Шеметовский с/с.
20 августа 1960 года к Никульскому с/с был присоединён Мячковский сельсовет.
1 февраля 1963 года Колменский район был упразднён и Никульский с/с вошёл в Коломенский сельский район. 11 января 1965 года Никульский с/с был возвращён в восстановленный Коломенский район.
17 августа 1965 года из Шкиньского с/с в Никульский были переданы селения Городище-Юшково, Козино, Лыково, Новое и Семёновское.
30 июня 1969 года в Никульском с/с был образован посёлок Радужный.
4 апреля 1973 года в Никульском с/с к посёлку Радужный были присоединены жилые дома ДЭУ-42, ЭТУС и газопровода.
30 мая 1978 года в Никульском с/с были упразднены селение Козино и посёлок отделения совхоза «Проводник».
3 февраля 1994 года Никульский с/с был преобразован в Никульский сельский округ.
27 июля 2001 года из Никульского с/о в Хорошовский был передан посёлок шлюза «Северка».
23 апреля 2003 года в Никульском с/о посёлок дома отдыха «Северское» был включён в черту деревни Подлужье.
23 сентября 2003 года из Никульского с/о в Федосьинский были переданы деревни Ворыпаевка и Шапкино, а в Непецинский с/о — посёлок отделения «Возрождение», село Шеметово, деревни Городище-Юшково, Лыково, Новое, Речки и Семёновское.
В ходе муниципальной реформы 2004—2005 годов Никульский сельский округ прекратил своё существование как муниципальная единица. При этом все его населённые пункты были переданы в сельское поселение Радужное.
29 ноября 2006 года Никульский сельский округ исключён из учётных данных административно-территориальных и территориальных единиц Московской области.